# ویل فیش
ویل فیش (انگلیسی: Will Fish؛ زادهٔ ۱۷ فوریهٔ ۲۰۰۳) بازیکن فوتبال اهل انگلستان است.
وی همچنین در تیم‌های ملی فوتبال زیر ۱۷ سال انگلستان و زیر ۱۸ سال انگلستان بازی کرده‌است.